# Dansk Skat Union
Dansk Skat Union er en tankesportsforening, der organiserer kortspillet skat i Danmark. Foreningen er stiftet 27. marts 1994 og har 27 medlemsklubber med i alt ca. 1.000 medlemmer. Af klubberne ligger de 25 i Sønderjylland og de to sidste umiddelbart nord for Kongeåen i Kolding og Vamdrup. 
Unionen organiserer en danmarksturnering omfattende 42 hold, opdelt i første, anden og tredje division samt to fjerde divisioner. Turneringen afvikles i vinterhalvåret. 

## Ekstern henvisning
- Dansk Skat Unions hjemmeside Arkiveret 10. oktober 2006 hos  Wayback Machine